# Ascension (album de Jesu)
Pour les articles homonymes, voir Ascension.
 (août 2018).
Si vous disposez d'ouvrages ou d'articles de référence ou si vous connaissez des sites web de qualité traitant du thème abordé ici, merci de compléter l'article en donnant les références utiles à sa vérifiabilité et en les liant à la section « Notes et références ».
Albums
Christmas
(2010) Everyday I Get Closer to the Light from Which I Came
(2013)
Ascension est le troisième album studio du groupe de post-metal britannique Jesu, sorti le 10 mai 2011 sur le label Caldo Verde Records.
Ascension est le premier album studio publié par Jesu depuis Conqueror sorti en 2007. 
Le 8 juin 2011, Daymare Recordings publie l'album au Japon en y ajoutant un disque bonus contenant quatre pistes supplémentaires non disponible sur la version originale.

## Liste des pistes
| No  | Titre           | Durée |
| --- | --------------- | ----- |
| 1.  | Fools           | 8:12  |
| 2.  | Birth Day       | 5:09  |
| 3.  | Sedatives       | 5:10  |
| 4.  | Broken Home     | 8:52  |
| 5.  | Brave New World | 4:13  |
| 6.  | Black Lies      | 5:27  |
| 7.  | Small Wonder    | 7:31  |
| 8.  | December        | 7:51  |
| 9.  | King of Kings   | 6:24  |
| 10. | Ascension       | 2:45  |

| 1. | Fools (Alternative version)         | 8:07 |
| 2. | Birth Day (Alternative version)     | 5:08 |
| 3. | King of Kings (Alternative version) | 6:43 |
| 4. | King of Pride                       | 6:53 |

## Membres
- Justin Broadrick : guitare, basse, voix, claviers
- Ted Parsons : batterie, percussions